# Œnomaos de Gadara
Œnomaos de Gadara (en grec ancien : Οἱνόμαος) est un philosophe cynique actif au IIe siècle.

## Vie
Œnomaos est né à Gadara, ville du nord de Palestine, hellénisée pour partie. Dans la Chronique de Jérôme de Stridon, Œnomaos est cité avec Plutarque, Sextus de Chéronée et Agathobule comme l’un des principaux philosophes de la troisième année de règne d’Hadrien (l'an 119). La Souda, qui en fait un contemporain de Porphyre, se trompe.
On a proposé de l’identifier au philosophe Abnimos ha-Gardi, que mentionne à plusieurs reprises le Talmud et le Midrash comme un ami païen de Rabbi Meïr. Quoique la chose ne soit point impossible, elle n’est point assurée non plus.

## Œuvres
En plus de la diatribe Comment démasquer les charlatans (Γοήτων Φωρά, latin : Detectio Praestigiatorum), parfois nommé de manière imprécise Contre les charlatans (Κατα χρηστηρίων), la Souda lui attribue les traités suivants :
- Le Cynisme
- La République
- La Philosophie selon Homère

L’Empereur Julien ajoute qu’Œnomaos écrivit des tragédies.

### Comment démasquer les charlatans
Œnomaos, dans Comment démasquer les charlatans, critique dans une verve grossière mais franche les oracles du paganisme. Sans être véritablement athée, il considère, en bon cynique, que les dieux ne prêtent pas attention aux affaires humaines. Contre le déterminisme des stoïciens, il affirme les pouvoirs de la liberté personnelle.
De longs extraits de cet ouvrage sont donnés par Eusèbe dans sa Préparation évangélique.
Œnomaos aurait écrit ce livre après avoir lui-même été déçu en consultant un oracle. Il s’en prend particulièrement à Apollon et à son oracle de Delphes :

« Dans ce péril extrême, tous les yeux se portent vers toi ; de toi seul ils attendaient la connaissance de l'avenir et un conseil qui leur apprît ce qu'ils avaient à faire. Mais pendant qu'ils te croyaient digne de leur confiance, tu te plaisais à en faire des dupes ; tu comprenais que l'occasion était favorable pour asservir ces hommes crédules, non seulement aux oracles énigmatiques de Dodone et de Delphes, mais même aux divinations par la farine, aux réponses des ventriloques. »

Toute sa morgue éclate dans cette insolente adresse à Apollon :

« Eh bien ! toi, tu ne me parais pas meilleur que tous les faiseurs de prestiges, que tous les autres jongleurs et charlatans. Ou plutôt je ne m'étonne pas de les voir, eux, pour un gain sordide, se jouer de la crédulité des hommes ; mais ce qui m'étonne, c'est de te voir, toi, un dieu, permettre que les hommes soient ainsi trompés. »

Parmi ses ennemis, l’empereur Julien l’accuse d’impiété, par opposition à Diogène :

« Qu'un cynique ne soit donc pas à la façon d'Œnomaos, un chien impudent, un éhonté, qui méprise les choses divines et humaines, mais un homme qui respecte la Divinité, comme le fut Diogène. »

Les décrets oraculaires, pour Œnomaos, éloignent, s’ils sont vrais, privent de libre arbitre les affaires humaines :

« C'est donc le comble du ridicule ce supposer quelque chose au pouvoir de l'homme, et de reconnaître en même temps une fatalité résultant de l'enchaînement et d’une liaison de certaines causes. »